# Рычков, Юрий Алексеевич
Юрий Алексеевич Рычков (род. 14 июля 1969, Грязовецкий район, Вологодская область, РСФСР, СССР) — советский и российский деятель органов внутренних дел. Начальник Управления внутренних дел по городу Вологда с 1 апреля 2007 по 19 мая 2011. Начальник Управления МВД России по Тверской области с 19 мая 2011 по 13 ноября 2014. Генерал-майор полиции (2012).

## Биография
Родился 14 июля 1969 в лесном посёлке «16-й километр» Грязовецкого района Вологодской области.
Окончил Грязовецкий техникум механизации сельского хозяйства, Московскую среднюю специальную школу милиции и Вологодский институт права и экономики ФСИН России по специальности «юриспруденция».
С 1989 по 1991 проходил срочную службу во внутренних войсках МВД СССР, в дивизии имени Ф. Э. Дзержинского. Принимал участие в военных конфликтах в Молдавии (Приднестровский конфликт), Нагорном Карабахе (Карабахский конфликт), Грузии (Грузино-абхазский конфликт). Участвовал в параде, посвящённому 45-летию Победы в Великой Отечественной войне.
Службу в органах внутренних дел начал в 1991 с должности помощника дежурного дежурной части МОБ Вохтогского поселкового отделения милиции Вологодской области. Был дежурным, участковым инспектором, начальником Вохтогского отдела милиции.
В 2000 назначен начальником службы криминальной милиции Грязовецкого ОВД
С 2001 по 1 апреля 2007 — начальник Грязовецкого ОВД.
С 1 апреля 2007 по 19 мая 2011 — начальник Управления внутренних дел по городу Вологда.
С 19 мая 2011 по 13 ноября 2014 — начальник Управления МВД России по Тверской области.
Указом Президента Российской Федерации от 14 июня 2012 присвоено специальное звание «Генерал-майор полиции».
Отправлен в отставку на фоне многочисленных арестов своих подчинённых. По подозрению в получении взяток и превышении должностных полномочий были арестованы: начальник Управления экономической безопасности и противодействия коррупции УМВД России по Тверской области Руслан Осипов, начальник областного уголовного розыска Вячеслав Богатырёв, зам. начальника Управления экономической безопасности и противодействия коррупции УМВД по Тверской области Николай Очеретов, начальник полиции по оперативной работе УМВД по городу Твери Сергей Лаконицын.

## Семья
Женат, супруга Наталья — домохозяйка. Дочери Александра и Людмила.

## Награды
- Медаль «За доблесть в службе» (МВД России)
- Медаль «За отличие в службе» I степени (МВД России)
- Медаль «200 лет МВД России»